# Cos Superior d'Administradors Civils de l'Estat
El Cos Superior d'Administradors Civils de l'Estat és el cos de funcionaris de l'Administració Pública d'Espanya que realitza les funcions d'adreça, supervisió i posada en pràctica de les diferents polítiques públiques.

## Història
Creat en la dècada dels seixanta, la primera convocatòria es va produir a l'abril de 1960 i la primera promoció, integrada pels 58 funcionaris aprovats entre 477 aspirants, va ser nomenada el 3 de juliol de 1961. Va néixer de la fusió dels Cossos Tècnics dels diferents Ministeris, i va rebre inicialment la denominació de Cos de Tècnics de l'Administració Civil de l'Estat, per la qual cosa se'ls coneix també per les inicials de la seva antiga denominació (TAC). Amb l'entrada en vigor de la Llei per a la Reforma de la Funció Pública, el 1984, va adquirir la seva denominació actual, fusionant-se amb l'antic Cos de Tècnics d'Informació i Turisme.

## Descripció
El Cos Superior d'Administradors Civils de l'Estat (o TACs), és un Cos constituït per funcionaris especialment preparats per a la realització de les tasques directives dels diferents Serveis i Unitats de l'Administració pública, tant en el seu vessant executiu com en la d'assessorament. Es caracteritza pel seu caràcter pluridisciplinari, en estar integrat per professionals amb diferent formació de base (juristes, economistes, llicenciats en ciències polítiques, enginyers, sociòlegs, metges, etc.), seleccionats de forma rigorosa i que mantenen un exigent sistema de formació continuada. Això fa que siguin un cos de funcionaris de l'Administració General de l'Estat especialment capacitats per dirigir la gestió dels assumptes públics, en els seus diferents àmbits. En el seu treball, coordinen l'acció dels diferents Cossos de funcionaris de caràcter especialitzat i doten a l'Administració pública espanyola d'un entramat comú que facilita l'articulació dels seus diferents sectors.
Majoritaris en el que es coneix com a "serveis comuns" de l'Administració (Secretaries Generals Tècniques, Direccions generals de Serveis, Secretaries Generals d'Organismes Públics, etc.), ocupen també posats d'adreça i coordinació a les diferents àrees sectorials especialitzades de l'Administració General de l'Estat, incloent-hi l'Administració en l'Exterior.
En l'Estat espanyol, força descentralitzat, les Comunitats Autònomes que l'integren han seguit, en l'estructuració de la seva funció pública, el model de l'Administració de l'Estat, havent-se dotat també dels seus "Cossos Superiors d'Administració" (o denominacions similars), de caràcter directiu, fortament inspirats en el Cos Superior d'Administradors Civils de l'Estat.